# Beerware
Beerware er en software-licens, med meget afslappede begrænsninger. Den giver brugeren ret til at anvende, modificere eller distribuere et stykke software, såfremt brugeren køber en øl til software-producenten; alternativt selv drikker en øl til software-producentens ære.
Siden da har der været udgivet software under en mængde variationer af beerware-licensen.

## Poul-Henning Kamps udgave
Poul-Henning Kamps beerware-licens er kort og simpel, og lavet som en modsætning til GNU GPL, som han opfatter som "en joke" og med mange "vage punkter"

Den fulde udgave af Poul-Henning Kamps licens er som følger:
```
/*
 * ----------------------------------------------------------------------------
 * "THE BEER-WARE LICENSE" (Revision 42):
 * <phk@FreeBSD.ORG> wrote this file. As long as you retain this notice you
 * can do whatever you want with this stuff. If we meet some day, and you think
 * this stuff is worth it, you can buy me a beer in return Poul-Henning Kamp
 * ----------------------------------------------------------------------------
 */
```